# Вихерт, Эрнст
Эрнст Вихерт (нем. Ernst Wiechert) — немецкий поэт, писатель, педагог. Преподаватель Хуфенской гимназии в Кёнигсберге (ныне Калининград). Противник режима национал-социализма.

## Биография

### Восточная Пруссия
Эрнст Вихерт родился в 1887 году в небольшой деревне в лесничестве Кляйнорт в Восточной Пруссии (ныне Польша). В 1898 году Вихерт переезжает в Кёнигсберг, где учится в высшей реальной школе Бургшуле (Burgschule, располагалась в то время в бывшем здании гимназии «Фридрихс-Коллегиум» на Kollegienstraße). После окончания гимназии в 1905 году продолжает обучение в Кёнигсбергской Альбертине, где изучает немецкий и английский языки, географию, философию. Во время подготовки к заключительным экзаменам из соображений экономии на год переезжает к родителям, которые на тот момент живут в Пайтшендорфе (Peitschendorf, ныне Польша). В 1911 году успешно сдаёт экзамены.
После учёбы Вихерт начинает преподавать, сначала в «Фридрихс-Коллегиум», затем в родной гимназии. В это время родители переезжают в город Кранц (ныне Зеленоградск), где мать Вихерта умирает в 1912 году. В этом же году Вихерт женится на своей возлюбленной, Мете Миттельштэдт (нем. Meta Mittelstädt). В декабре 1914 года Вихерт добровольцем уходит на фронт, получает ранение. Уходит в резерв лейтенантом. В 1917 году умирает новорожденный сын писателя, Эрнст-Едгар (нем. Ernst-Edgar), которого тот никогда не видел.
После Первой мировой войны, с 1919 года Вихерт живёт в Кёнигсберге с супругой по адресу Хагенштрассе 21 (Hagenstraße — ныне улица Карла Маркса). Некоторое время преподаёт немецкий язык для бывших солдат. В апреле 1920 года начинает работать преподавателем в известной Хуфенской гимназии. Выступаает против догматических методов воспитания молодежи.
В Кёнигсберге Вихерт влюбляется в Йоханну Маргаретту Паулу Юнкер (нем. Johanna Margaretta Paula Junker ), замужнюю женщину с двумя детьми. Вихерт и Юнкер подвергаются осуждению и нападкам со стороны общества. Супруга Вихерта предпринимает попытку самоубийства. 16 марта 1929 года Вихерт читает прощальную речь перед учениками и покидает гимназию. Летом того же года он покидает их совместное с супругой жилье и переезжает в городской район Марауненхоф. 25 сентября его супруга умирает, её хоронят рядом с сыном.

### Берлин
В 1930 году Вихерт переезжает в Берлин, где работает в гимназии (Kaiserin-Augusta-Gymnasium). Большинство преподавателей гимназии поддерживают режим национал-социализма, что не находит отклика у Вихерта. В 1932 году Вихерт женится на Юнкер.

### Бавария
В 1933 году супруги вместе переезжают в Баварию, где Вихерт оставляет службу и целиком посвящает себя литературе: пишет романы, стихи, драмы. В 1933 и 1935 годах в Мюнхенском университете Вихерт выступает перед студентами с речами об опасности режима национал-социализма. Критикует арест нацистами лютеранского пастора Мартина Нимёллера. Призыв писателя к мировому сообществу о сопротивлении был опубликован в Московском эмигрантском журнале «Das Wort».
В результате действий писателя против режима его приговаривают к двум месяцам заключения в концлагере Бухенвальд. Вихерт выходит из лагеря тяжелобольным. Ему запрещают печататься. В 1937 году умирает отец писателя. До 1945 года Вихерт находится под надзором гестапо.

### Швейцария
В 1948 году Вихерт, оставив супругу, переезжает из Германии в Швейцарию. После тяжелой болезни, явившейся следствием пребывания в концлагере, многолетнего надзора гестапо, непонимания со стороны собственного народа, Вихерт умирает 24 августа 1950 года.

## Творчество
Главная проблема творчества Эрнста Вихерта — оппозиция Леса и Города. Город — главный враг писателя, главный враг Леса. Кёнигсбергский период жизни писателя находит свое отражение в автобиографических романах «Леса и люди» (1936) и «Годы и времена» (1948). Состояние Германии после Первой мировой войны обрисовано в романах «Майорша» (1934), «Пастушья новелла» (1935), «Леса и люди» (1936), «Тобиас» (1938). В 1939 году Вихерт пишет о Бухенвальде книгу «Лес мертвецов», которая до 1945 года была спрятана в закопанном в землю ящике. Одно из последних произведений — новелла «Судья» (1948).

## Память
В 1989 году было создано международное сообщество Эрнста Вихерта (нем. Internationale Ernst-Wiechert-Gesellschaft e.V.), ставящее целью популяризацию произведений писателя.
В 1996 году открылся музей в родном доме писателя в Польше. В 2000 году выпускается немецкая марка, посвященная 50-летию со дня смерти писателя.
В Калининграде возле бывшего здания Хуфенской гимназии, где много лет преподавал Вихерт, установлен посвященный ему памятный камень с надписями на немецком и русском языках. Инициатором установки был Сэм Симкин, известный калининградский поэт и переводчик, один из основателей клуба друзей Эрнста Вихерта.
В 2005 году в бывшей Хуфенской гимназии открывается мемориальный кабинет писателя.